# Girona
Girona (← catalană, spaniolă Gerona, latină Gerunda) este un oraș situat în nord-estul comunității autonome Catalonia, Spania la confluența râurilor Ter și Onyar. Este capitala provinciei spaniole cu același nume și a comarcei catalone Gironès. Populația era de cca. 97.586 loc. în 2015.

## Orașe înfrățite
- Albi, Franța din  1985
- Bluefields, Nicaragua din  1987
- Farsia, Sahara Occidentală din  1997
- Nashville, Tennessee, Statele Unite din  2005
- Nueva Gerona, Cuba din  2001
- Perpignan, Franța din  1988
- Reggio Emilia, Italia din  1982